# Пољопривреда Вијетнама
Пољопривреда је доминантна привредна грана Социјалистичке Републике Вијетнам. Иако се индустрија у држави активно развија задњих деценија, више од 50% становништва је и даље запослено у примарном, тј. пољопривредном сектору. Удео пољопривреде у БДП је -21%.
Пољопривредни производи заузимају истакнуто место у вијетнамском извозу и приходима државног буџета - око 70% пољопривредних производа се продаје у иностранству. Присуство у земљи великих површина необрађених девичанских земљишта и  незапослених становника у пренасељеним селима оставља пољопривреди пуно места за развијање.

## Пољопривреда

### Главни усеви
- Житарице: пиринач - више од 1.500 сорти, кукуруз.
- Индијски орах - заузима прво место у светском извозу.
- Зачини, укључујући 50% светског тржишта црног бибера [1] .
- Тропске јагоде и воће: банане, кокоси, ананас, манго, агруми, диње.
- Плодови мора.
- Кафа - 18% светске производње, данас је друго место по извозу после Бразила, а 2012. године је било прво место [2] Извоз кафе Вијетнаму годишње доноси више од милијарду долара. Производе се две врсте кафе - арабика и робуста .
- Чај - укупна површина узгоја чаја је око 131 хиљ. хектара; приход индустрије је око 150 милиона долара годишње, од чега је 70% удела у извозу [3] .
- Гума, памук [4] .

### „Покрет за ново село“
У 2008. години је усвојена резолуција Централног комитета Комунистичке партије Вијетнама, бр. 26 - „О изградњи пољопривреде, сељаштва и села у Вијетнаму“ , којом су бивали постављени задаци за модернизацију села и пољопривреде, укључујући:
- Електрификацију.
- Пољопривредну механизацију.
- Изградњу асфалтних и бетонских путева.
- Стручним усавршавањем сељака.
- Очувању животне средине [6] .

Планирано је да до 2020. године 50% сеоских заједница спада у датим карактеристикама „новог села“  .
Данас готово 40% заједница живи без струје, трећина путева остаје неасфалтирана, а многе сеоске породице баве се традиционалним ратарством користећи снагу домаћих животиња (углавном бивола).
Традиционалне методе пољопривреде су посебно оштре и жилаве у планинским пределима у местима где живе представници националних мањина.

### „Изглед великих поља“
До 90% фарми у селу су приватне (породичне) и већина имају размеру од једног до неколико хектара (у узгоју пиринча). Такође  мали број радника ради у великим државним фармама. Истовремено са Покретом за ново село, влада и Комунистичка партија започеле су курс ка стварању великих пољопривредних задруга новог типа, или „производних група“, названих по распореду великих поља.
„Велика поља“, која су обрађена савременом технологијом, не омогућавају само смањење трошкова пољопривредника и повећање приноса пиринча, већ омогућавају и његов квалитет и конкурентност на светском тржишту, тако да породице које су своје парцеле комбиновали на „великим пољима“, добијају подршку од државе и предузећа за извоз пиринча у виду обезбеђивања семена пиринча високог квалитета, ђубрива, пестицида, пољопривредних машина, агронома и других стручњака по цени.

## Сточарство
Сточарство у Вијетнаму је слабије развијено од ратарства. Узгајају се свиње (29 милиона грла), краве (6 милиона), биволи (3 милиона), козе и овце. Развија се и живина (иако умире од епидемије „птичијег грипа“), пчеларство, производња млека и узгој музних крава, што значи да Вијетнам добија новију индустрију

## Риболов и производња морских плодова
Лове се туне, пангасиус-рибе, смуђеви, лист-рибе, пљоснатице, ајкуле, хоботнице, шкампи, остриге, лигње, ракови. Шкампи и јастози се узгајају на посебним акваријумским фармама, сконцентрисаним углавном у југу земље.
Вијетнамска риболовна флота броји десетине хиљада бродова и чамце, али углавном и оним са малим тонажама, која се баве приобалним риболовом. Океански риболов још није развијен. Главно риболовно подручје Вијетнамских рибловаца је Источно (Јужно Кинеско) море. Постоје сукоби са Кином и другим земљама региона због разграничења економских зона , као и сукоби и колизије између кинеских и вијетнамских судова. Слатководни риболов (сом, смуђ, панагиус, тилапија) се обавља у реци Меконг, њеним притокама и рукавима.